# Риветт, Жак
Жак Риветт (фр. Jacques Rivette, 1 марта 1928, Руан — 29 января 2016) — французский кинорежиссёр, сценарист, актёр.

## Биография
Родился в семье фармацевта. В 1949 году приехал в Париж с мечтой заниматься кино. Провалился на устном экзамене в Институт высших кинематографических исследований. Синефил, постоянно встречал в Парижской синематеке Годара, Трюффо, Ромера, вскоре составивших новую волну во французском кино (Трюффо признавал, что «новая волна» появилась на свет благодаря именно Риветту). В 1950 году вместе с Ромером основал «Киногазету». Критик, с 1952 года постоянно выступавший в журнале «Les Cahiers du cinema», он стал в 1963—1965 годах главным редактором журнала. В 1954 году стал оператором короткометражного фильма «Визит», ставшего дебютным для Трюффо. 
Работал ассистентом у Беккера и Ренуара, также испытал заметное влияние экспериментальных теорий Руша. Сделал несколько короткометражек, в 1960 году снял свой первый полнометражный фильм «Париж принадлежит нам».

## Творчество

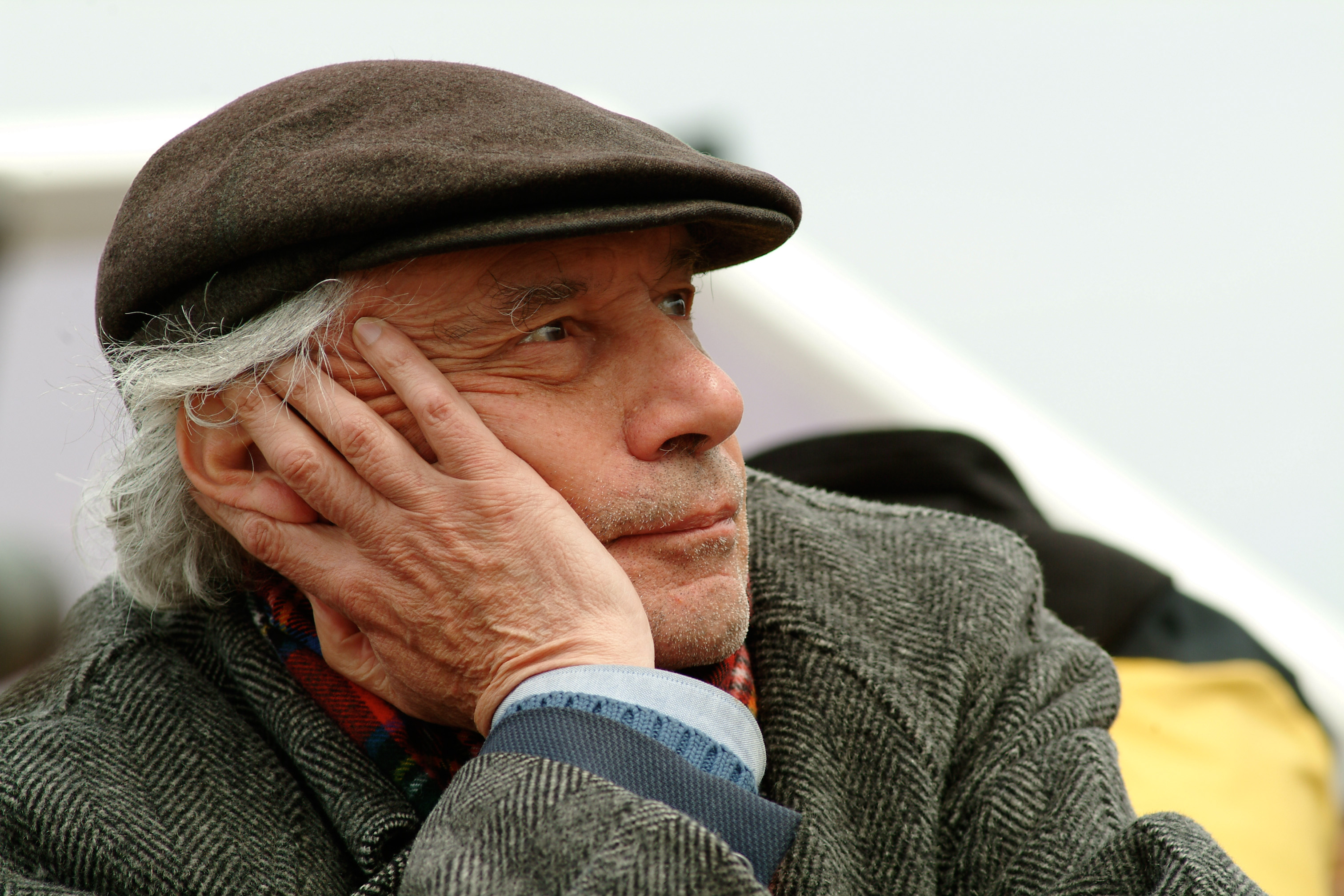
Ж. Риветт в 2006 году

Риветт один из немногих продолжал следовать принципам новой волны, отстаивая и делая авторское кино. Его фильмы, по коммерческим меркам, невозможно длинны и бессюжетны, почти целиком импровизационны. Он охотно раскрывал условность киноискусства (в его фильмах нередки сцены из театральных спектаклей), что лишь подчеркивало склонность режиссёра к сюрреалистической фантастике в повседневном, к игре и заставляло критиков, пишущих о его кинематографе, вспоминать имена Кэрролла и Кокто.
Обычно работал с узким кругом — труппой или компанией — актёров, куда входили Бюль Ожье (сыграла в семи фильмах Риветта), Жюльет Берто, Жан-Пьер Кальфон, Эрмин Карагёз, Сандрин Боннер, Эммануэль Беар, Джейн Биркин.

## Фильмография
- 1960 — Париж принадлежит нам / Paris nous appartient (премия Британского киноинститута, 1962)
- 1966 — Монахиня / La religieuse (по одноимённому роману Дени Дидро)
- 1968 — Безумная любовь / L’Amour fou (премия Британского киноинститута, 1969)
- 1971 — Out 1: Не прикасайся ко мне / Out 1: Noli me tangere — 13-часовой фильм, один из самых длинных в истории кино
  - 1973 — Out 1: Призрак / Out 1: Spectre— сокращённая 4-часовая версия предыдущего
- 1974 — Селин и Жюли совсем заврались / Céline et Julie vont en bateau (специальная премия жюри  кинофестиваля в Локарно, 1974)
- 1976 — Дуэль / Duelle (une quarantaine)
- 1976 — Северный ветер / Noroît
- 1978 — Карусель / Merry-Go-Round
- 1981 — Северный мост / Le Pont du Nord
- 1984 — Поверженный ангел, или Любовь на траве / L’Amour par terre
- 1985 — Грозовой перевал / Hurlevent (по роману Эмили Бронте «Грозовой перевал»)
- 1988 — Банда четырёх / La Bande des quatre (премия ФИПРЕССИ Берлинского кинофестиваля, 1989)
- 1991 — Очаровательная проказница / La Belle Noiseuse (Большая премия жюри Каннского МКФ, Премия экуменического жюри, 1991)
- 1994 — Жанна-девственница / Jeanne la Pucelle
- 1995 — Верх, низ, хрупко / Haut bas fragile
- 1995 — Люмьер и компания / Lumière et compagnie
- 1997 — Тайная защита / Secret défense
- 2001 — Кто знает / Va savoir (по мотивам пьесы Луиджи Пиранделло «Как ты меня хочешь»; специальная премия жюри Вальядолидского кинофестивал)
- 2003 — История Мари и Жюльена / Histoire de Marie et Julien
- 2007 — Не трогай топор / Ne touchez pas la hache (по новелле Бальзака «Герцогиня де Ланже»)
- 2009 — 36 видов с пика Сен-Лу / 36 vues du Pic Saint Loup

## Признание
Кинематограф Риветта привлек внимание Сержа Дане, Джонатана Розенбаума, Жиля Делёза, Ноэля Бёрча, Дейвида Эренштейна, Томаса Эльзессера и других кинокритиков и аналитиков киноязыка.